# Чивеццано
Чивеццано (італ. Civezzano) — муніципалітет в Італії, у регіоні Трентіно-Альто-Адідже,  провінція Тренто.
Чивеццано розташоване на відстані близько 480 км на північ від Рима, 5 км на північний схід від Тренто.
Населення — 4016 осіб (2014).

## Демографія
Населення за роками:

Станом на 1 січня 2023 року в муніципалітеті офіційно проживали 123 іноземці з 31 країни, серед них 35 громадян країн Євросоюзу та 17 громадян України.

## Сусідні муніципалітети
- Альб'яно
- Форначе
- Перджине-Вальсугана
- Тренто